# Sybra preapicemaculata
Sybra preapicemaculata là một loài bọ cánh cứng trong họ Cerambycidae.